# Sette ore di violenza per una soluzione imprevista
Sette ore di violenza per una soluzione imprevista è un film italiano del 1973 diretto da Michele Massimo Tarantini.

## Trama
Il killer George Anderson, sotto ricatto da parte dell'avvocato Plastiropoulos che lo minaccia di diffondere dei negativi relativi ad alcune fotografie che testimoniano un delitto commesso in precedenza, accetta di eliminare Mike Papadopoulos, capocantiere dell'armatore Kavafis. Questi attenta più volte alla vita di Anderson, il quale trova protezione nella giovane vedova di un pilota, Elena Karlatos, che si è innamorata di lui e scoprendo che è stato lo stesso Kavafis ad ordinare l'uccisione del capocantiere che lo ricattava a motivo di reiterate truffe ai danni di una compagnia assicuratrice.